# 綁架疑雲 (探險活寶)
〈綁架疑雲〉（英語：Root Beer Guy）是《探險活寶》第五季的第43集。在卡通頻道2013年12月2日播出。本集以阿寶和老皮為主角。在這一集裡，麥根啤酒親眼目睹阿寶和老皮綁架泡泡糖公主，但沒人相信他。他最終決定要親手找到真相。其實最後是泡泡糖設下的佈局來測試警察部隊，香蕉警衛。因為他破案，麥根啤酒升職為香蕉警衛領隊。